# Babybird
Babybird, auch Baby Bird, war eine britische Band, die von Stephen Jones gegründet wurde.

## Geschichte
Stephen Jones hatte in seinem Einzimmerappartement ab 1993 mit einem Vierspurgerät über 400 Lieder (in entsprechender Lo-Fi-Qualität) aufgenommen. 1995 gründete er seine eigene Plattenfirma Baby Bird Recordings und veröffentlichte hintereinander innerhalb von nur sechs Monaten vier Alben, auf denen ausschließlich seine Kompositionen zu hören waren. 1996 erhielt er einen Plattenvertrag und gründete die Band Baby Bird. Einige Titel aus den ersten vier Alben und einige neue Aufnahmen erschienen im Oktober 1996 auf dem Album Ugly Beautiful. Auf diesem Album ist auch das wahrscheinlich bekannteste Lied der Gruppe, You’re Gorgeous (UK Platz 3).
Seit 1996 schreibt sich der Gruppenname meist in einem Wort.
Ende des Jahres 2006 meldete sich Babybird mit dem Album Between My Ears There’s Nothing but Music zurück. Dieses wurde in Deutschland im Februar 2008 von dem Label Popup (Cargo Records) veröffentlicht.
Johnny Depp hat sich als Fan der Band bezeichnet und beim Video zum Lied Unloveable Regie geführt.
Die Band Babybird löste sich 2012 offiziell auf, das Abschiedskonzert fand im Leicester Square Theater statt und wurde auf DVD unter dem Titel The End Is Here veröffentlicht.

## Diskografie

### Alben

#### Als Baby Bird
- 1995: I Was Born a Man
- 1995: Bad Shave
- 1995: Fatherhood
- 1996: The Happiest Man Alive
- 1997: Dying Happy
- 2012: The Black Album

#### Als Babybird
| Jahr | Titel                      | Höchstplatzierung, Gesamtwochen, AuszeichnungChartplatzierungen (Jahr, Titel, Platzierungen, Wochen, Auszeichnungen, Anmerkungen) | Höchstplatzierung, Gesamtwochen, AuszeichnungChartplatzierungen (Jahr, Titel, Platzierungen, Wochen, Auszeichnungen, Anmerkungen) | Anmerkungen |
| Jahr | Titel                      | DE | UK | Anmerkungen |
| ---- | -------------------------- | --- | --- | ----------- |
| 1996 | Ugly Beautiful             | — | UK9 Gold · (12 Wo.)UK |             |
| 1998 | There’s Something Going On | — | UK28 (2 Wo.)UK |             |

Weitere Alben als Babybird
- 2000: Bugged
- 2006: Between My Ears There’s Nothing nut Music
- 2010: Ex-Maniac
- 2011: The Pleasures of Self Destruction
- 2012: Live at the Electric Ballroom Bootleg 1996 (mp3-Album)
- 2013: Outtakes (mp3-Album)

### Kompilationen
- 1997: The Greatest Hits (2 CDs)
- 2002: The Original Lo-Fi (Box mit 5 CDs)
- 2004: The Best of Babybird
- 2012: The Original Lo-Fi Greatest Hits

### EPs
- 1997: Candy Girl EP1
- 1997: Candy Girl EP2
- 2000: Double A EP

### Singles
| Jahr | Titel Album                                  | Höchstplatzierung, Gesamtwochen, AuszeichnungChartplatzierungen (Jahr, Titel, Album, Platzierungen, Wochen, Auszeichnungen, Anmerkungen) | Höchstplatzierung, Gesamtwochen, AuszeichnungChartplatzierungen (Jahr, Titel, Album, Platzierungen, Wochen, Auszeichnungen, Anmerkungen) | Anmerkungen |
| Jahr | Titel Album                                  | DE | UK | Anmerkungen |
| ---- | -------------------------------------------- | --- | --- | ----------- |
| 1996 | Goodnight Ugly Beautiful                     | — | UK28 (2 Wo.)UK |             |
| 1996 | You’re Gorgeous Ugly Beautiful               | DE74 (9 Wo.)DE | UK3 Platin · (16 Wo.)UK |             |
| 1997 | Candy Girl Ugly Beautiful                    | — | UK14 (3 Wo.)UK |             |
| 1997 | Cornershop Ugly Beautiful                    | — | UK37 (2 Wo.)UK |             |
| 1998 | Bad Old Man There’s Something Going On       | — | UK31 (2 Wo.)UK |             |
| 1998 | If You’ll Be Mine There’s Something Going On | — | UK28 (4 Wo.)UK |             |
| 1999 | Back Together There’s Something Going On     | — | UK22 (3 Wo.)UK |             |
| 2000 | The F-Word Bugged                            | — | UK35 (2 Wo.)UK |             |
| 2000 | Out of Sight Bugged                          | — | UK58 (1 Wo.)UK |             |

Weitere Singles
- 1995: Snake Caves / Baby Lemonade
- 1996: Farmer
- 1999: Drunk Car (auf Split 1 – limited Vinyl-7inch, mit East River Pipe)
- 2006: Too Much / Dive
- 2010: Unloveable
- 2010: Maniac
- 2011: Can’t Love You Anymore
- 2012: F@&k You Father Xmas

## Promo-Videos
- 1996: Goodnight (Regie: Stuart A. Gosling)
- 1997: You’re Gorgeous (Regie: Stuart A. Gosling)
- 1998: If You’ll Be Mine (Regie: David Slade)
- 2000: The F-Word (Regie: Rob Leggatt & Leigh Marling)
- 2000: Out of Sight (Regie: Rob Leggatt & Leigh Marling)
- 2008: Lighter ’n’ Spoon (Regie: Philipp Pflüger)
- 2010: Unlovable (Regie: Johnny Depp)